# Prodromos
Prodromos (gr. Πρόδρομος) – wieś w Republice Cypryjskiej, w dystrykcie Limassol. W 2011 roku liczyła 123 mieszkańców. Leży w górach Trodos, niedaleko szczytu Olimbos.

## Klimat
| Miesiąc                                     | Sty  | Lut  | Mar  | Kwi  | Maj  | Cze  | Lip  | Sie  | Wrz  | Paź  | Lis  | Gru  | Roczna |
| ------------------------------------------- | ---- | ---- | ---- | ---- | ---- | ---- | ---- | ---- | ---- | ---- | ---- | ---- | ------ |
| Średnie temperatury w dzień [°C]            | 6.3  | 6.6  | 10.3 | 15.1 | 20.5 | 25.0 | 28.1 | 27.9 | 24.4 | 19.6 | 12.8 | 8.0  | 17,1   |
| Średnie dobowe temperatury [°C]             | 3.5  | 3.5  | 6.6  | 10.7 | 15.8 | 20.1 | 23.3 | 23.1 | 19.6 | 15.4 | 9.5  | 5.3  | 13,0   |
| Średnie temperatury w nocy [°C]             | 0.7  | 0.3  | 2.8  | 6.3  | 11.1 | 15.2 | 18.4 | 18.2 | 14.9 | 11.3 | 6.2  | 2.5  | 9,0    |
| Opady [mm]                                  | 133  | 124  | 82.3 | 56.9 | 26.0 | 40.0 | 12.1 | 10.0 | 9.5  | 24.0 | 103  | 170  | 790    |
| Średnia liczba dni z opadami                | 12.4 | 11.2 | 9.8  | 6.7  | 3.7  | 2.1  | 0.7  | 0.7  | 1.4  | 3.5  | 7.4  | 11.2 | 70,7   |
| Średnie usłonecznienie [h]                  | 130  | 151  | 195  | 231  | 276  | 315  | 329  | 310  | 255  | 220  | 165  | 136  | 2713   |
| Źródło: Department of Meteorology of Cyprus |      |      |      |      |      |      |      |      |      |      |      |      |        |